# Hamza Mirza
Hamza Mirza, regerade i Persien åren 1585 till 1586, tillhörde den Safavidiska dynastin.